# Antarktischer Seebär
Der Antarktische Seebär (Arctocephalus gazella) ist eine Art der Südlichen Seebären. Er ist auf den Inseln und dem Meeresgebiete nördlich der Antarktis verbreitet, Kolonien bildet er vor allem auf Südgeorgien und den benachbarten Inseln. Wie alle anderen Seebärenarten wurden die Antarktischen Seebären ab dem Ende des 18. Jahrhunderts durch Robbenjäger stark dezimiert und sie galten bereits in den 1830er Jahren als ausgestorben. Durch kleine Restpopulationen konnten sich die Bestände jedoch wieder erholen und durch strenge Schutzgesetze wuchsen sie bis Anfang der 1990er Jahre wieder auf mehr 1,6 Millionen Tiere in Südgeorgien und auf etwa 500.000 Tiere in anderen Regionen an.

## Merkmale
Die männlichen Tiere (Bullen) erreichen eine Kopf-Rumpf-Länge von durchschnittlich 190 bis 200 Zentimetern, die Weibchen werden durchschnittlich 120 bis 140 Zentimeter lang. Es gibt entsprechend einen ausgeprägten Sexualdimorphismus und die Männchen werden deutlich größer und schwerer als die Weibchen mit einem mehr als 4- bis 5-fachen Gewicht und der 1,5-fachen Länge. Sie können durchschnittlich etwa 190 Kilogramm mit einem Maximum von über 200 Kilogramm erreichen. Die Weibchen wiegen durchschnittlich etwa 40 Kilogramm und erzielen ein Maximalgewicht von etwa 50 Kilogramm.
Die Fellfarbe der ausgewachsenen Tiere ist dunkelgrau bis schwarz. Der Bulle trägt zudem eine schwarze Mähne, in der viele graue oder silberweiße Einzelhaare durchschimmern. Die Unterwolle der Weibchen kann auf der Brust, den Körperseiten und dem Abdomen heller sein als bei den Männchen und sie besitzen dann gelbe bis rötlich braune Einwaschungen. Die blasse Färbung kann sich auch auf den Nacken und das Gesicht ausdehnen, wobei sie dann bis zu den Ohren und dem Ansatz der Schnauze reicht. Weiße, leuzistische, Tiere kommen auf Südgeorgien mit einem Anteil von ein bis zwei pro Tausend Tieren vor. Sie sind keine Albinos und haben dunkel pigmentierte Augen.

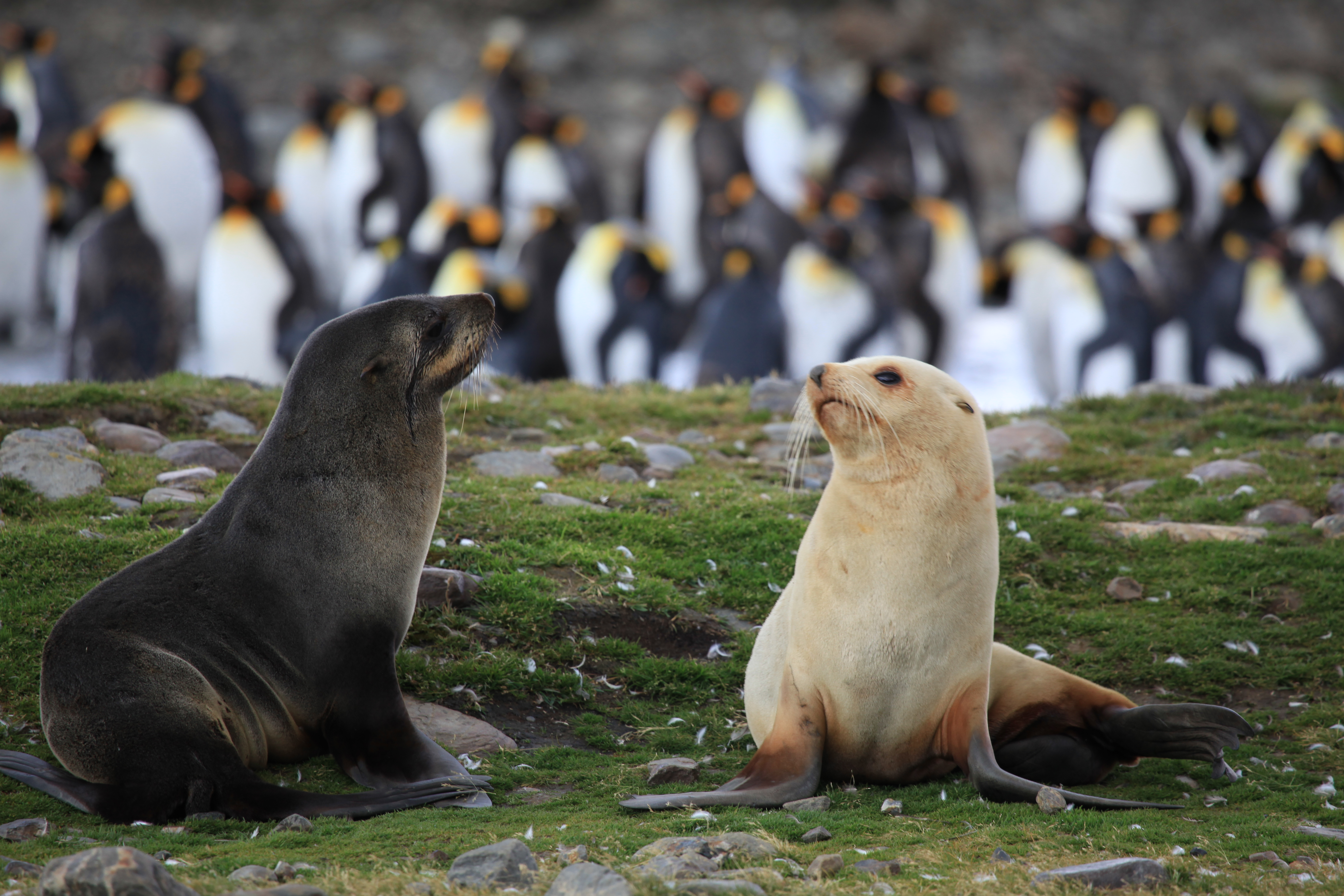
Ein dunkler und ein heller, leuzistischer Seebär auf Südgeorgien, im Hintergrund Goldschopfpinguine (Eudyptes chrysolophus)

Die Schnauze ist nicht abgestumpft und endet einer zugespitzten Nasenspitze, die leicht über das Maul hinausgeht. Die Ohrmuscheln sind schmal und zugespitzt. Auf den Wangen, der Schnauze bzw. um sie herum und ggf. über den Augen wachsen lange helle Tasthaare (Vibrissen). Dabei können sie bei den Männchen bis zu 50 Zentimeter Länge erreichen und gehören damit zu den längsten Vibrissen unter allen Robbenarten. Bei den ausgewachsenen Tieren sind sie blassbraun, bei den Subadulten sind sie dunkel und werden mit dem Alter heller. Die Männchen haben einen kräftigen Nacken und muskulöse Schultern und eine gut ausgebildete Mähne, die vom Nacken bis zur Brust reicht. Bis zu einem Alter von vier bis sechs Jahren sind die Weibchen und Männchen noch schwer zu unterscheiden. Die zu Flossen umgebildeten Gliedmaßen sind dunkel und besitzen ein kurzes borstiges Fell, dass sich über die Gelenke und Knöchel bis auf die Oberseite erstreckt, die ansonsten von einer schwarzen ledrigen Haut überzogen ist. Der äußerste Finger ist länger als die restlichen und nach hinten gebogen.
| 3 | · | 1 | · | 6 | · |   | = 36 |
| 2 | · | 1 | · | 6 | · | 5 | = 36 |

Das Gebiss des Atlantischen Seebären besitzt auf jeder Seite drei obere und zwei untere Schneidezähne. Die ersten beiden oberen Schneidezähne sind vergleichsweise klein und zapfenförmig mit gut ausgeprägter Kerbe, der dritte ist kräftiger und eckzahnartig mit rundem oder ovalem Querschnitt. Dahinter liegt je ein gut ausgebildeter Eckzahn, der vor allem bei den Männchen sehr kräftig ist. Die nachfolgenden Zähne sind kleiner und homodont, also gleichgeformt. Dabei handelt es sich um je vier obere und untere kegelförmige Vormahlzähne und im Oberkiefer pro Seite je drei und im Unterkiefer je ein Backenzahn. Die Jungtiere werden mit einem Milchgebiss geboren, das in der Regel in den ersten Monaten ausgetauscht wird.

## Verbreitung

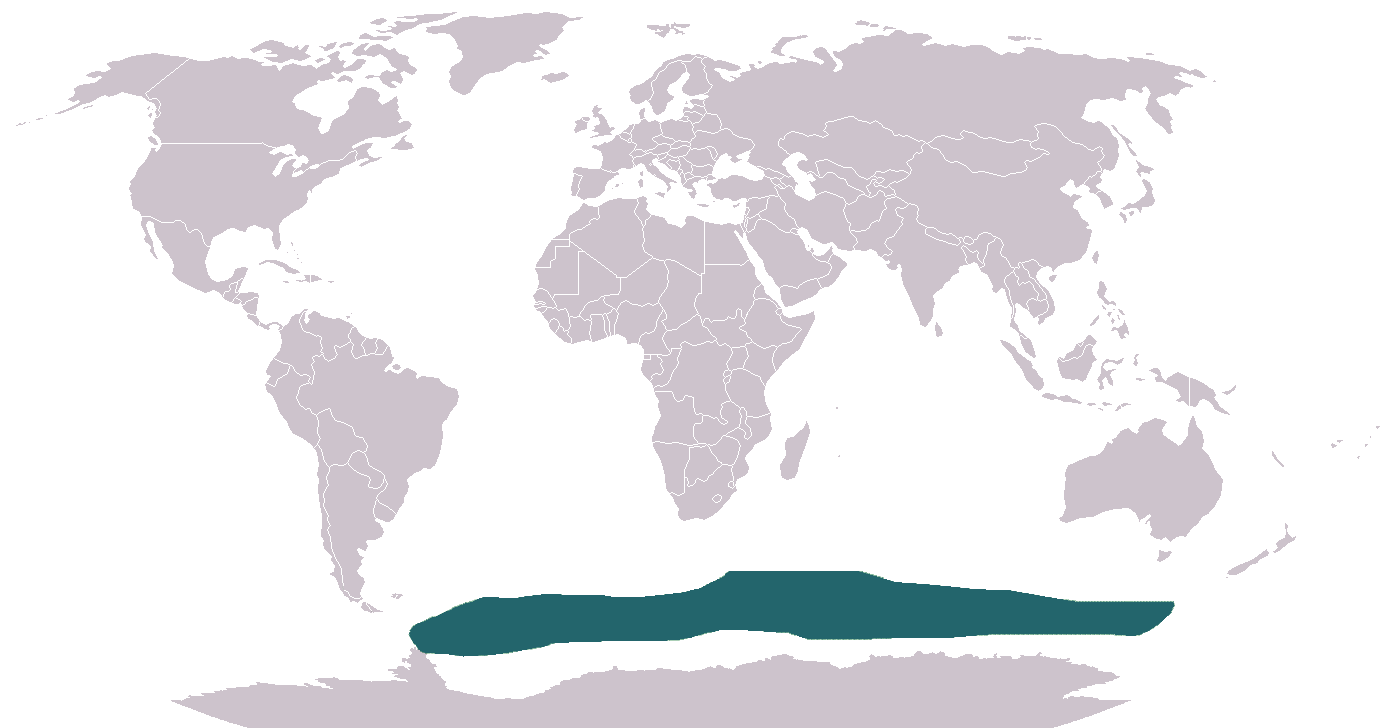
Verbreitungsgebiet des Antarktischen Seebären

Diese Seebären leben auf den antarktischen und subantarktischen Inseln rund um die Antarktis und nördlich der antarktischen Konvergenz. Die größten Kolonien gibt es auf Südgeorgien; weitere findet man auf Marion Island, den Südlichen Shetlandinseln, den Südlichen Orkneyinseln, den Südlichen Sandwichinseln, der Bouvetinsel, den Kerguelen, Heard und den McDonaldinseln, den Crozetinseln und der Macquarieinsel.
Umherwandernde Individuen des Antarktischen Seebären findet man in recht beachtlicher Zahl auf Prince Edward Island und Feuerland. Dort bildet diese Robbe aber keine Kolonien.

## Lebensweise
Die Antarktischen Seebären leben pelagisch bis in tiefere Gewässer des Südlichen Ozeans bis zum Meereis der Antarktis. Ihre Fortpflanzung findet an den felsigen Küsten der Inseln des Verbreitungsgebietes statt, vor allem auf Südgeorgien. Sie kommen jedoch auch im Bereich von Sandstränden an Land und können sich bis in höhere Bereiche der Inseln vorarbeiten.
Im Wasser schwimmen die Tiere in der Regel allein oder in kleinen Gemeinschaften, während sie sich nur im Bereich der Kolonien zu größeren Gruppen zusammenfinden. Sie sind in der Lage, sehr schnell zu schwimmen und wie andere Seebären ähnlich wie Delfine in flachen Bögen aus dem Wasser zu springen. Die maximalen Tauchtiefen der Tiere liegen bei etwa 180 Metern, die Tauchgänge können dabei bis zu zehn Minuten dauern, milchgebende (laktierenden) Weibchen tauchen bei der Nahrungssuche in der Regel nur in Tiefen von 8 bis 30 Metern und bleiben zwei bis drei Minuten unter Wasser, bevor zu zum Luftholen an die Oberfläche kommen.

### Ernährung

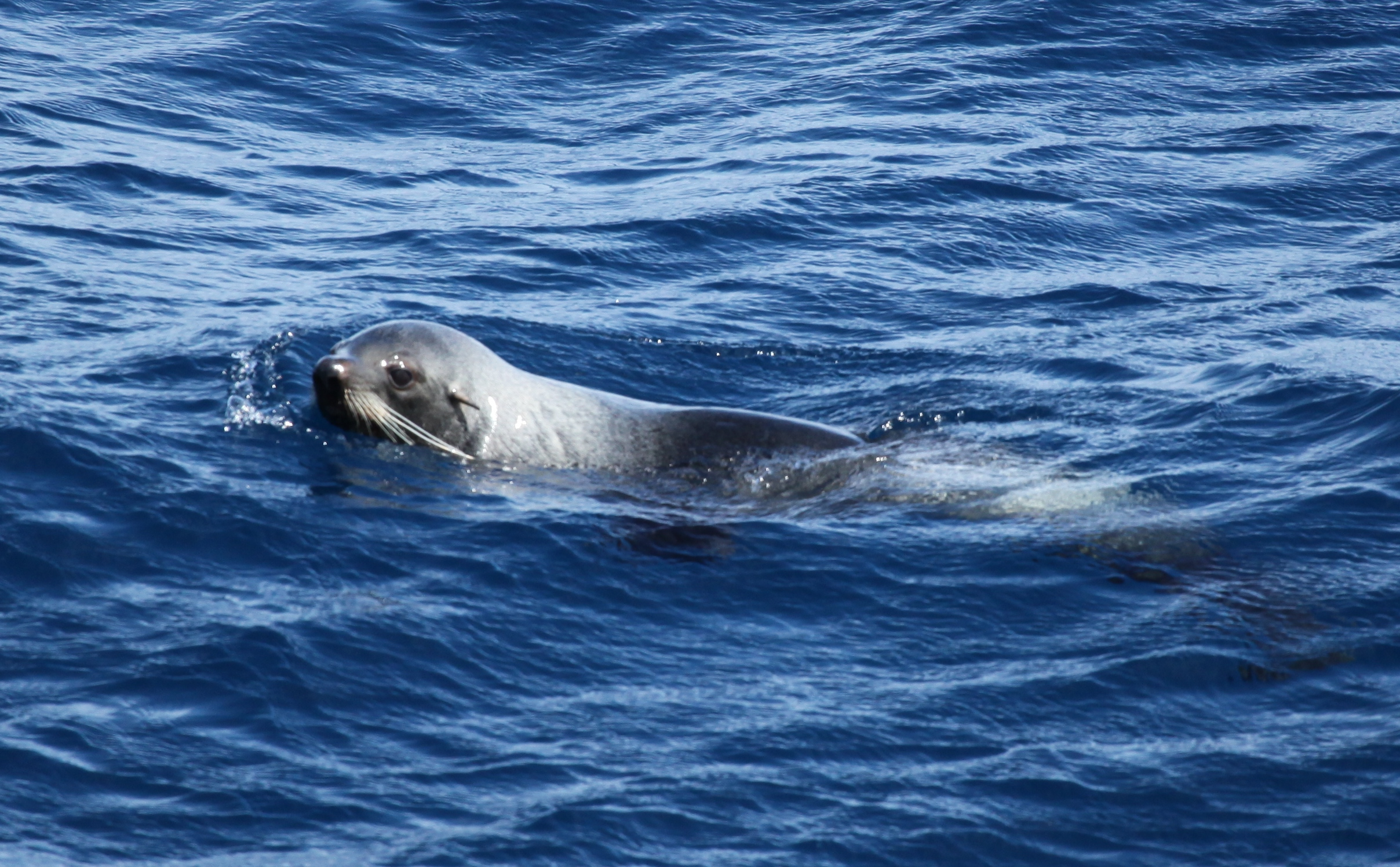
Schwimmender Antarktischer Seebär

Die Tiere ernähren sich abhängig von den jeweils aktuellen Gegebenheiten ihrer Aufenthaltsorte von marinen Wirbellosen und Fischen. Im Bereich der Fortpflanzungsgebiete gehen vor allem die Weibchen nach der Geburt ihrer Jungtiere und einer darauf folgenden Stillzeit an den Küsten Südgeorgiens auf Nahrungssuche und ernähren sich dort vor allem von Krillkrebsen, die sie nachts erbeuten. In anderen Regionen, in denen Krill nicht in größeren Mengen verfügbar ist, jagen sie Kalmare, Tintenfische, größere Krebse und Fische wie Laternenfische (Myctophidae) oder Antarktisdorsche (Nototheniidae). Die Männchen gehen nur im antarktischen Winter auf Nahrungssuche und auch bei ihnen stellt Krill den größten Anteil der Nahrung dar. In Teilen ihres Verbreitungsgebieten jagen sie auch Pinguine, darunter junge Königspinguine (Aptenodytes patagonicus) bei Marion Island sowie Goldschopfpinguin (Eudyptes chrysolophus) und Eselspinguine (Pygoscelis papua) vor Südgeorgien, der Macquarieinsel und Heard Island.

### Fortpflanzung und Entwicklung
Das Fortpflanzungsverhalten der Atlantischen Seebären entspricht dem anderer Seebären. Dabei erreichen die Männchen die Kolonien vor den Weibchen im Oktober und bilden Territorien, einzelne dominante Männchen verpaaren sich später mit mehreren Weibchen (Polygynie) und überwachen und verteidigen diese gegen andere Männchen an den Fortpflanzungsstränden. Die Territorien an der Küste sind durchschnittlich etwa 20 Quadratmetern groß mit durchschnittlich etwa 19 Weibchen. Die Männchen halten ein Territorium für durchschnittlich etwa 34 Tage.

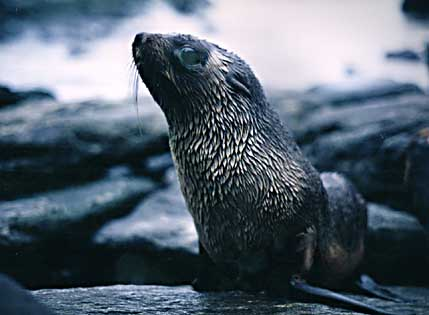
Antarktischer Seebär, Jungtier

Die Weibchen kommen um die Mitte des Novembers zu den Fortpflanzuungsstränden und gebären ihre Jungen etwa ein bis zwei Tage nach ihrer Ankunft, danach werden diese für sechs bis sieben Tage gesäugt und kommen danach in einen neuen Östrus und sind paarungsbereit. Die Paarungszeit reicht entsprechend von November bis Dezember. Die Gesamttragzeit beträgt etwa ein Jahr, sodass die im Vorjahr gezeugten Tiere nach etwa einem Jahr geboren werden. Dabei kommt es zu einer verzögerten Nidation der befruchteten Eizelle in die Gebärmutterschleimhaut von etwa drei Monaten, um die Tragzeit zu verlängern; diese dauert entsprechend eigentlich nur acht bis neun Monate.
Die Weibchen müssen nach der Geburt und während der Jungenaufzucht regelmäßig Nahrung aufnehmen und verlassen die Brutstrände entsprechend nach der initialen Stillzeit für Jagdzüge, die in der Regel vier bis fünf Tage dauern. Danach bleiben sie wieder einige Tage bei den Jungtieren und säugen diese. Die Jungtiere sind bei der Geburt 60 bis 70 Zentimeter lang bei einem Gewicht von sechs bis sieben Kilogramm. Sie werden in der Regel bis zu vier Monaten gesäugt, in Ausnahmefällen auch länger. Die Jungtiere sind schwarz mit einigen blasseren Stellen am Kopf und teilweise auch am Abdomen. Nach dem ersten Fellwechsel entsprechen sie den subaldulten und ausgewachsenen Weibchen, graue Bereich haben jedoch einen silbrigen Schimmer. Die Weibchen erreichen ihre Geschlechtsreife nach etwa drei Jahren, die Männchen nach etwa sieben Jahren. Die Lebensdauer der Männchen wird auf maximal etwa 15 Jahre geschätzt, die Weibchen werden bis zu 23 Jahre alt.
Für gewöhnlich leben Antarktische und Subantarktische Seebären voneinander getrennt, nur auf Marion Island und den Crozetinseln bilden sie gemeinsame Kolonien. Dort kommt es gelegentlich auch zu Paarungen zwischen beiden Arten.

### Fressfeinde
Zu den Fressfeinden der Seebären gehören vor allem Schwertwale (Orcinus orca). Seeleoparden (Hydrurga leptonyx) bejagen vor allem Jungtiere im Bereich der Südlichen Shetlandinseln und auf der Macquarieinsel werden Jungtiere von Neuseeländischen Seelöwen (Phocarctos hookeri) erbeutet.

## Systematik
Der Antarktische Seebär wird als eigenständige Art innerhalb der Gattung Arctocephalus eingeordnet. Die wissenschaftliche Erstbeschreibung stammt von dem deutschen Naturforscher Wilhelm Peters, Direktor des Berliner Zoologischen Museums, aus dem Jahr 1875, der sie als Arctophoca gazella und als „Seehunde von Kerguelenland“ beschrieb. 1958 wurde dies von dem amerikanischen Meeresbiologen Victor Blanchard Scheffer auf Anse Betsy an der Nordwestküste der Halbinsel Courbet eingegrenzt. Teilweise wurden die Tiere als Unterart des Subantarktischen Seebären (A. tropicalis) betrachtet.
Innerhalb der Gattung wird der Antarktische Seebär als Schwesterart einem Taxons aus Neuseeländischem Seebär (A. forsteri), Südamerikanischem Seebär (A. australis) und Galápagos-Seebär (A. galapagoensis) gegenübergestellt, die restlichen Arten der Gattung werden als ursprünglicher betrachtet.
Teilweise wird die Monophylie der Südlichen Seebären in Zweifel gezogen und man geht von einem gemeinsamen Ursprung der auf der südlichen Hemisphäre verbreiteten Ohrenrobben aus. In dem Fall werden auch der Australische Seelöwe (Neophoca cinerea) und der Neuseeländische Seelöwe (Phocarctos hookeri) in diese Gruppe. Der Südafrikanische und der Subantarktische Seebär wären an dieser Stelle Schwestergruppe eines gemeinsamen Taxons aus den beiden Seelöwenarten und den restlichen Seebären, für die zur Abgrenzung ein neuer Gattungsname „Arctophoca“ vorgeschlagen wurde.
Innerhalb der Art werden keine Unterarten unterschieden.
Der wissenschaftliche Name gazella erinnert an die SMS Gazelle, die 1874 eine wissenschaftliche Expedition zur Beobachtung des Venustransit nach Kerguelen brachte. Die Wissenschaftler brachten Exemplare der Art mit, die von Wilhelm Peters beschrieben und nach dem Schiff benannt wurde. Der Gazella Peak in Südgeorgien ist nach den Tieren benannt.

## Bestandsentwicklung, Gefährdung und Schutz
Der Antarktische Seebär wird in der Roten Liste gefährdeter Arten der Weltnaturschutzunion IUCN als nicht gefährdet (Least Concern) bezeichnet. Dennoch wird die Art wie alle Arten ihrer Gattung im Washingtoner Artenschutzübereinkommen CITES, Appendix II durch Handelsbeschränkungen weltweit unter Schutz gestellt. Diese Schutzmaßnahme wird in der Europäischen Union mit der EU-Artenschutzverordnung (EG) Nr. 338/97 aufgenommen und damit automatisch auf alle Mitgliedstaaten der Europäischen Union ausgedehnt. Die Bundesrepublik Deutschland trägt dem durch Aufnahme in das Bundesnaturschutzgesetz Rechnung und bezeichnet diese Robbe als besonders geschützte Art.
Die Kolonien haben noch am Ende des 18. Jahrhunderts mehrere Millionen Tiere umfasst. In den 1790er Jahren begannen die Raubzüge der Robbenjäger. Im Südsommer 1800/1801 wurden allein auf Südgeorgien 112.000 Seebären erschlagen. Auf einer Insel nach der anderen wurden die Kolonien vernichtet, und die Ausbeute wurde immer größer. Die Kolonien auf den Südlichen Shetlandinseln wurden erst 1819 entdeckt; sie umfassten etwa 400.000 Tiere, die innerhalb von nur zwei Jahren ausgelöscht wurden. In den 1830er Jahren galt die Art als ausgestorben; da sich ein so riesiges Verbreitungsgebiet jedoch nicht gänzlich kontrollieren lässt, haben Antarktische Seebären das Massenschlachten in manchen Regionen überlebt. In den 1930er Jahren gab es wieder eine Kolonie von hundert Tieren auf Südgeorgien. Durch strenge Schutzgesetze wuchs sie jährlich an und umfasste Anfang der 1990er Jahre wieder 1,6 Millionen Tiere. Auf den anderen Inseln des ehemaligen Verbreitungsgebietes ist die Bestandssituation kritischer: Außerhalb Südgeorgiens lebten im selben Zeitraum nur 50.000 Antarktische Seebären.

## Belege
1. 1 2 3 4 5 6 7 8 9 10 11 12 13 14 15 16 17  „Antarctic Fur Seal“ In: M.A. Webber: Family Otariidae. In: Don E. Wilson, Russell A. Mittermeier: Handbook of the Mammals of the World. 4. Sea Mammals. Lynx Edicions, Barcelona 2014; S. 89–90. ISBN 978-84-96553-93-4.
2. 1 2  „Morphological Aspects“ In: M.A. Webber: Family Otariidae. In: Don E. Wilson, Russell A. Mittermeier: Handbook of the Mammals of the World. 4. Sea Mammals. Lynx Edicions, Barcelona 2014; S. 36–43. ISBN 978-84-96553-93-4.
3. ↑  
Arctocephalus gazella. In: Don E. Wilson, DeeAnn M. Reeder (Hrsg.): Mammal Species of the World. A taxonomic and geographic Reference. 2 Bände. 3. Auflage. Johns Hopkins University Press, Baltimore MD 2005, ISBN 0-8018-8221-4.
4. 1 2  Fernando Lopes,  Larissa R Oliveira,  Amanda Kessler,  Yago Beux,  Enrique Crespo, Susana Cárdenas-Alayza,  Patricia Majluf,  Maritza Sepúlveda, Robert L Brownell, Jr.,  Valentina Franco-Trecu,  Diego Páez-Rosas,  Jaime Chaves, Carolina Loch,  Bruce C Robertson,  Karina Acevedo-Whitehouse, Fernando R Elorriaga-Verplancken,  Stephen P Kirkman,  Claire R Peart, Jochen B W Wolf,  Sandro L Bonatto: Phylogenomic Discordance in the Eared Seals is best explained by Incomplete Lineage Sorting following Explosive Radiation in the Southern Hemisphere. Systematic Biology 70 (4), Juli 2021; S. 786–802. doi:10.1093/sysbio/syaa099.
5. 1 2  Annalisa Berta, Morgan Churchill: Pinniped Taxonomy: evidence for species and subspecies. Mammal Review. 42 (3): 207–234. September 2011, doi:10.1111/j.1365-2907.2011.00193.x
6. ↑  Takahiro Yonezawa, Naoki Kohno & Masami Hasegawa: The monophyletic origin of sea lions and fur seals (Carnivora; Otariidae) in the Southern Hemisphere. Gene 441 (1–2), 2009: 89–99. doi:10.1016/j.gene.2009.01.022, Volltext
7. ↑  „Systematics“ In: M.A. Webber: Family Otariidae. In: Don E. Wilson, Russell A. Mittermeier: Handbook of the Mammals of the World. 4. Sea Mammals. Lynx Edicions, Barcelona 2014; S. 34–36. ISBN 978-84-96553-93-4.
8. ↑  Arctocephalus gazella in der Roten Liste gefährdeter Arten der IUCN 2009. Eingestellt von: Aurioles, D. & Trillmich, F. (IUCN SSC Pinniped Specialist Group), 2008. Abgerufen am 10. Januar 2010.